# 에콰도르의 국기

에콰도르의 국기, 정부기, 정부 선적기 (비율 2:3)

에콰도르의 국기는 1860년 9월 26일에 제정되었다. 그란콜롬비아의 국기 디자인을 바탕으로 한 것으로 콜롬비아의 국기나 베네수엘라의 국기와는 거의 비슷한 형태이다. 현재 사용되고 있는 국기는 1900년 10월 31일에 제정된 것이다. 제정 당시의 국기 비율은 1:2였으며 2009년 11월에 국기 비율을 2:3으로 수정했다.
노란색, 파란색, 빨간색 세 가지 색으로 구성된 가로 줄무늬 바탕 중앙에는 에콰도르의 국장이 그려져 있다. 노란색은 황금과 태양, 농업과 천연 자원을, 파란색은 하늘과 바다를, 빨간색은 조국과 자유를 위해 희생한 영웅들의 피를 나타낸다. 민간기와 상선기는 국장이 없는 형태의 기를 사용하는데 그 자체로 콜롬비아 국기와 비슷하게 보여서 혼동되는 경우가 있다.

## 규격과 색상
에콰도르의 국기 규격과 색상은 다음과 같다.

에콰도르의 국기 규격

| 색상 | 노랑                | 파랑               | 빨강                |
| ---- | ------------------- | ------------------ | ------------------- |
| RGB  | 255–221–0 (#FFDD00) | 3–78–162 (#034EA2) | 237–28–36 (#ED1C24) |

## 그 외의 기

에콰도르의 민간기, 상선기 (비율 2:3)
에콰도르의 대통령기 (비율 1:1)
에콰도르의 해군기 (비율 2:3)
에콰도르의 지방 자치체 청사에서 사용하는 기 (비율 2:3)

## 역대 에콰도르의 국기

1809년 사용된 에콰도르의 국기
1830년부터 1835년까지 사용된 에콰도르의 국기
1835년부터 1845년까지 사용된 에콰도르의 국기
1845년에 사용된 에콰도르의 국기
1845년부터 1860년까지 사용된 에콰도르의 국기
1900년부터 2009년까지 사용된 에콰도르의 국기 (비율 1:2)